# فرمان اجرایی ۱۳۷۸۰
فرمان اجرایی ۱۳۷۸۰ با نام «حفاظت از ملت در برابر ورود تروریست‌های خارجی به آمریکا» یک فرمان اجرایی است که توسط دونالد ترامپ رئیس‌جمهور ایالات متحده آمریکا در ۶ مارس ۲۰۱۷ امضا شد، و بر سفر از چند کشور خاص و همه پناهندگانی که روادید یا مدارک مسافرتی معتبر به آمریکا ندارند محدودیت‌هایی اعمال می‌کند.
بنا بر مفاد این فرمان، فرمان اجرایی ۱۳۷۶۹ صادره در ۲۷ ژانویه ۲۰۱۷ لغو شد. چند ساعت پیش از اجرای این فرمان، دو قاضی ناحیه‌ای ایالات متحده در مریلند و هاوایی بخش‌های کلیدی از آن را متوقف کردند. قاضیان با اشاره به شواهد موجود فراتر از واژگان خود فرمان اجرایی، استدلال کردند که انگیزه فرمان احتمالاً ضدیت با مسلمانان بوده و ناقض عبارت تشکیل قانون اساسی ایالات متحده آمریکا است. حکومت فدرال ایالات متحده آمریکا اعلام کرد به دفاع از فرمان اجرایی در دادگاه‌ها ادامه خواهد داد. در ۲۶ ژوئن ۲۰۱۷، دیوان عالی ایالات متحده آمریکا بخش‌هایی از حکم دادگاه‌های زیرین را نقض و به دولت اجازه داد ممنوعیت ورود به آمریکا را برای کسانی که با آمریکا رابطه مشخصی ندارند اجرا کند.
در این فرمان اجرایی وزارت امنیت میهن ایالات متحده آمریکا مکلف به انجام یک بازبینی جهانی تدابیر امنیتی برای غربالگری درخواست‌کنندگانان ورود به آمریکا شد. این وزارتخانه پس از انجام این بازبینی در گزارشی توصیه‌هایی امنیتی را به کاخ سفید فرستاد. در نتیجه دونالد ترامپ رئیس‌جمهور آمریکا با امضای ابلاغیه ریاست جمهوری ۹۶۴۵ به تاریخ ۲۴ سپتامبر ۲۰۱۷ فرمان اجرایی قبلی را گسترش داده و تبیین کرد. این اصلاحیه سفر از کشورهای ایران، لیبی، سومالی، چاد، کره شمالی، ونزوئلا، سوریه، و یمن به آمریکا را از ۱۶ اکتبر ۲۰۱۷ محدود کرد. یک قاضی فدرال در هاوایی در حکمی به تاریخ ۱۷ اکتبر و قاضی دیگری در مریلند اجرای این ممنوعیت را متوقف کردند. دادگاه استیناف شعبه نهم در ۱۳ نوامبر اجازه اجرای جزیی این ممنوعیت را برای افراد فاقد رابطه اصیل با افراد یا نهادها در آمریکا صادر کرد. دیوان عالی ایالات متحده آمریکا در ۴ دسامبر به دولت اجازه داد در زمان بررسی این شکایت در دادگاه‌ها این ممنوعیت را به‌طور کامل اجرا کند.
جو بایدن، این فرمان و فرمان اجرایی ۱۳۷۶۹ را در ۲۱ ژانویه ۲۰۲۱ باطل کرد.

## تأثیر
فرمان اجرایی ۱۳۷۸۰ تعداد پناهندگان پذیرفته شده در آمریکا در سال ۲۰۱۷ را به ۵۰٬۰۰۰ نفر محدود کرده و برنامه پذیرش پناهندگان آمریکا را به مدت ۱۲۰ روز معلق می‌کند که پس از آن این برنامه به‌طور مشروط برای هر کشور ادامه خواهد یافت. این فرمان برخی از هیئت دولت ایالات متحده آمریکا را مکلف به تعلیق ورود اتباع کشورهایی می‌کند که دارای معیارهای لایحه مهاجرت و تابعیت نیستند. وزارت امنیت میهن ایالات متحده آمریکا کشورهای ایران، لیبی، سومالی، سودان، سوریه، و یمن را در این فهرست قرار می‌دهد. عراق که در فرمان اجرایی ۱۳۷۶۹ فهرست شده بود، در این فرمان معاف شد. این فرمان استثناهایی را برای ممنوعیت سفر به آمریکا و اخذ روادید برای افرادی چون کسانی که قبلاً وارد آمریکا شده و به مدت پیوسته‌ای در آن تحصیل و کار کرده‌اند، یا تماس‌های شایان توجهی با آمریکا دارند قائل شده‌است.
فرمان اجرایی ۱۳۷۸۰ و ملزومات آن از ساعت ۱۲:۰۱ صبح منطقه زمانی شرقی ۱۶ مارس ۲۰۱۷ اجرایی شد.

## شکایت‌های قانونی

### ایالت هاوایی
ایالت هاوایی در ۷ مارس ۲۰۱۷ شکایت مدنی را علیه فرمان اجرایی به دادگاه تقدیم کرد و خواستار توقف اجرای آن با دستور قضایی شد.ایالت هاوایی مدارک مربوطه را تحویل داد. داگلاس چین دادستان کل هاوایی علناً اعلام کرد «این فرمان اجرایی چیزی بیش از منع مسلمانان نیست و با تظاهر به امنیت ملی، مهاجران و پناهندگان را هدف می‌گیرد و در را برای محدودیت‌های حتی بیشتر از این بازمی‌گذارد.» شکایت هاوایی به اظهارات مشاور کاخ سفید استیون میلر (مشاور سیاسی) که گفته بود فرمان اصلاح شده همان سیاست قبلی را در پیش می‌گیرد اشاره کرد.
یک هیئت سه نفره از قضات دادگاه استیناف حوزه نهم ایالات متحده آمریکا در روز ۱۵ مه به درخواست تجدیدنظر دولت رسیدگی کردند و حکم قاضی هاوایی را تأیید کردند.

#### پروژه بین‌المللی کمک به پناهندگان
در همان روزی که قاضی واتسن در هاوایی اجرای بخش‌هایی از فرمان را مسدود کرد، قاضی تیودور چوآنگ از ناحیه مریلند که پیشتر قائم مقام مشاور کل حقوقی وزارت امنیت میهن بوده با صدور یک حکم موقت بازدارنده بخش ۲ (سی) فرمان که سفر شهروندان شش کشور به آمریکا را ممنوع می‌کرد را مسدود کرد. مبنای حکم چوآنگ نقض عبارت تشکیل قانون اساسی بود. دولت ترامپ از این حکم به دادگاه استیناف حوزه چهارم ایالات متحده آمریکا شکایت کرد که این دادگاه نیز جلسه دفاعیات را برای تاریخ ۸ مه تعیین کرد.

#### دادگاه استیناف شعبه چهارم
وزارت دادگستری آمریکا (وکیل دولت) از حکم قاضی فدرال ایالت مریلند به شعبه چهارم دادگاه تجدیدنظر فدرال آمریکا مستقر در ریچموند مرکز ایالت ویرجینیا شکایت کرد.
در ۲۵ مه ۲۰۱۷ شعبه چهارم دادگاه تجدیدنظر بار دیگر حکم دادگاه فدرال هاوایی را تأیید کرد. این حکم با ۱۰ رای موافق در برابر ۳ رای مخالف صادر شد. وزارت دادگستری آمریکا (وکیل دولت) علت صدور این فرمان را دلایل امنیت ملی اعلام کرد. اما استدلال قضات بر این بود که دستور ترامپ، ورود پیروان یک دین خاص به کشور (تبعیض علیه مسلمانان) است.

### دیگر ایالت‌ها
در همان روز امضای فرمان، باب فرگوسن دادستان کل ایالت واشینگتن اعلام کرد برای بازبینی آن نیاز به وقت دارد.
فرگوسن در ۹ مارس اعلام کرد که ایالت واشینگتن خواهان حکم موقت دادگاه برای سد کردن فرمان اجرایی خواهد شد. او اعلام کرد چند ایالت دیگر نیز به او پیوسته‌اند.
در ۱۳ مارس ۲۰۱۷ دادستان کل واشینگتن شکایت دومی را در خصوص فرمان تقدیم دادگاه کرد.
مریلند نیز از فرمان در دادگاه شکایت خواهد کرد و به آسیب دیدن خود از نظر اقتصادی و رقابتی بودن دانشگاهی در آینده به دلیل توقف بازدید دانشگاهیان، مهندسان و دانشمندان از کشورهای دیگر اشاره کرد.

## دیوان عالی ایالات متحده آمریکا
در ژوئن ۲۰۱۷ در پی نتیجه نگرفتن دولت ترامپ از دادگاه‌های فدرال، پرونده را به دیوان عالی ایالات متحده آمریکا کشاند. ترامپ از دادگاه خواست که فوراً فرمان منع سفر را تأیید کند.
در ۲۶ ژوئن ۲۰۱۷، دیوان عالی آمریکا اعلام کرد که تا زمان اعلام رای نهایی در اکتبر ۲۰۱۷، بخش‌هایی از این فرمان، بار دیگر اجرا خواهند شد. این بخش‌ها «ممنوعیت ۱۲۰ روزه ورود کلیه پناهجویان به آمریکا» و «کسانی که هیچ «ارتباط اصیلی» با افراد یا موسسات آمریکایی ندارند» هستند. منظور از «ارتباط اصیل» یعنی درخواست‌کنندگان، قصد دیدار یا زندگی دائمی با عضو خانواده خود را دارد، یا دانشجوی دانشگاه یا کارمند شرکتی در آمریکا است، یا برای سخنرانی جمعی دعوت شده‌است.
با شکایت دولت آمریکا به این حکم، در ۴ دسامبر ۲۰۱۷ دیوان عالی آمریکا رای به اجرای فرمان مهاجرتی سوم، تا زمان رسیدگی به شکایت‌های حقوقی در حال پیگیری در دادگاه‌های تجدیدنظر داد. در ۲۶ ژوئن ۲۰۱۸ دیوان عالی آمریکا با ۵ رای موافق در برابر ۴ رای مخالف به نفع دولت ترامپ رای داد. اکثریت محافظه کار دیوان عالی گفته‌اند که شاکی این پرونده نتوانست ثابت کند که دستور آقای ترامپ قوانین مهاجرت یا متمم اول قانون اساسی را نقض کرده‌است.

## ابطال
جو بایدن در نخستین روز ریاست‌جمهوری خود، این فرمان و فرمان اجرایی ۱۳۷۶۹ را باطل کرد.